# KYAT1
KYAT1 (англ. Kynurenine aminotransferase 1) – білок, який кодується однойменним геном, розташованим у людей на короткому плечі 9-ї хромосоми. Довжина поліпептидного ланцюга білка становить 422 амінокислот, а молекулярна маса — 47 875.
| 10         |  | 20         |  | 30         |  | 40         |  | 50         |
| ---------- |  | ---------- |  | ---------- |  | ---------- |  | ---------- |
| MAKQLQARRL |  | DGIDYNPWVE |  | FVKLASEHDV |  | VNLGQGFPDF |  | PPPDFAVEAF |
| QHAVSGDFML |  | NQYTKTFGYP |  | PLTKILASFF |  | GELLGQEIDP |  | LRNVLVTVGG |
| YGALFTAFQA |  | LVDEGDEVII |  | IEPFFDCYEP |  | MTMMAGGRPV |  | FVSLKPGPIQ |
| NGELGSSSNW |  | QLDPMELAGK |  | FTSRTKALVL |  | NTPNNPLGKV |  | FSREELELVA |
| SLCQQHDVVC |  | ITDEVYQWMV |  | YDGHQHISIA |  | SLPGMWERTL |  | TIGSAGKTFS |
| ATGWKVGWVL |  | GPDHIMKHLR |  | TVHQNSVFHC |  | PTQSQAAVAE |  | SFEREQLLFR |
| QPSSYFVQFP |  | QAMQRCRDHM |  | IRSLQSVGLK |  | PIIPQGSYFL |  | ITDISDFKRK |
| MPDLPGAVDE |  | PYDRRFVKWM |  | IKNKGLVAIP |  | VSIFYSVPHQ |  | KHFDHYIRFC |
| FVKDEATLQA |  | MDEKLRKWKV |  | EL         |  |            |  |            |

A: Аланін

C: Цистеїн

D: Аспарагінова кислота

E: Глутамінова кислота

F: Фенілаланін

G: Гліцин

H: Гістидин

I: Ізолейцин

K: Лізин

L: Лейцин

M: Метіонін

N: Аспарагін

P: Пролін

Q: Глутамін

R: Аргінін

S: Серин

T: Треонін

V: Валін

W: Триптофан

Кодований геном білок за функціями належить до трансфераз, ліаз, амінотрансфераз. 
Задіяний у такому біологічному процесі, як альтернативний сплайсинг. 
Білок має сайт для зв'язування з піридоксаль-фосфатом. 
Локалізований у цитоплазмі.